# Membres de la Société royale du Canada, par ordre alphabétique U
| Nom           | Année | Occupation |
| ------------- | ----- | ---------- |
| Robert Uffen  | 1964  |            |
| William Unruh | 1984  |            |
| Dan Usher     | 1983  |            |